# Liste der Landschaftsschutzgebiete in München
In München gibt es 20 Landschaftsschutzgebiete. (Stand: November 2018)

## Liste
- Gebietsname: Amtliche Bezeichnung des Schutzgebietes
- Bild/Commons: Bild und Link zu weiteren Bildern aus dem Schutzgebiet
- LSG-ID: Amtliche Nummer des Schutzgebietes
- WDPA-ID: Link zum Eintrag des Schutzgebietes in der World Database on Protected Areas
- Wikidata: Link zum Wikidata-Eintrag des Schutzgebietes
- Ausweisung: Datum der Ausweisung als Schutzgebiet
- Gemeinde(n): Gemeinden, auf denen sich das Schutzgebiet befindet
- Lage: Geografischer Standort
- Fläche: Gesamtfläche des Schutzgebietes in Hektar
- Flächenanteil: Anteilige Flächen des Schutzgebietes in Landkreisen/Gemeinden, Angabe in % der Gesamtfläche
- Bemerkung: Besonderheiten und Anmerkungen

Bis auf die Spalte Lage sind alle Spalten sortierbar.
| Gebietsname | Bild/Commons   | LSG-ID       | WDPA-ID | Wikidata  | Ausweisung | Gemeinde(n) | Lage     | Fläche ha | Flächenanteil    | Bemerkung |
| --- | -------------- | ------------ | ------- | --------- | ---------- | ----------- | -------- | --------- | ---------------- | --- |
| Allacher Forst | weitere Bilder | LSG-00120.06 | 395563  | Q59643842 | 1964       |             | Position | 103,75    | München (100 %)  | |
| Angerlohe | weitere Bilder | LSG-00120.18 | 395573  | Q56045977 | 1964       |             | Position | 40,2      | München (100 %)  | |
| Aubinger Lohe und Moosschwaige mit Erweiterung | weitere Bilder | LSG-00120.02 | 395559  | Q59643516 | 1964       |             | Position | 623,94    | München (100 %)  | Aubinger Lohe, Moosschwaige |
| Gebiet des Kapuzinerhölzls einschließlich eines Teiles des Gebietes um Hartmannshofen | weitere Bilder | LSG-00120.07 | 395564  | Q56045984 | 1964       |             | Position | 84,55     | München (100 %)  | |
| Gebiet um das Kloster Warnberg mit anschließenden Waldstücken in Richtung Forstenried und Solln | weitere Bilder | LSG-00120.14 | 395570  | Q59643816 | 1964       |             | Position | 135,59    | München (100 %)  | |
| Gebiet um den Hachinger Bach von der Stadtgrenze bis zur Versickerungsstelle | weitere Bilder | LSG-00120.12 | 395568  | Q59651093 | 1964       |             | Position | 8,85      | München (100 %)  | Hachinger Bach |
| Gebiet um den Langwieder Autobahnsee unter Einschluss des anschließenden Gebietes links der Autobahn München-Stuttgart | weitere Bilder | LSG-00120.01 | 395558  | Q59643712 | 1964       |             | Position | 256,07    | München (100 %)  | Langwieder Seenplatte |
| Hirschau und Obere Isarau | weitere Bilder | LSG-00599.01 | 395565  | Q59643486 | 2013       | München     | Position | 737,71    | München (100 %)  | Hirschau, Obere Isarau |
| Hirschgarten | weitere Bilder | LSG-00120.16 | 395572  | Q59651194 | 1964       |             | Position | 27,09     | München (100 %)  | |
| Isarauen (mit ausführlicher Beschreibung der Schutzgebietsflächen zwischen der Stadtgrenze Oberföhring und dem St.-Quirin-Platz) | weitere Bilder | LSG-00120.09 | 395565  | Q59643467 | 1964       |             | Position | 779,91    | München (99,9 %) | Englischer Garten, Maximilians- und Gasteiganlagen, Frühlingsanlagen, Flaucher, Baumschule Bischweiler, südliche Isaranlagen, Tierpark Hellabrunn, Maria Einsiedel, Hinterbrühl |
| Lochholz | weitere Bilder | LSG-00120.05 | 395562  | Q30134174 | 1964       |             | Position | 7,13      | München (100 %)  | |
| LSG Hartelholz, Stadt München | weitere Bilder | LSG-00596.01 | 396145  | Q59651252 | 1963       |             | Position | 115,87    | München (99,9 %) | |
| Nymphenburg | weitere Bilder | LSG-00588.01 | 396137  | Q59643691 | 2005       |             | Position | 287,35    | München (100 %)  | |
| Schwarzhölzl mit dem nach Süden und Osten anschließenden Gebiet, dem Würmkanal und dem Gebiet um den Baggersee in Feldmoching | weitere Bilder | LSG-00120.13 | 395569  | Q59643419 | 1964       |             | Position | 972,82    | München (99,9 %) | Schwarzhölzl |
| Waldfriedhof, Gebiet nördl. des Schlosses Fürstenried einschl. Schloss und Schlosspark, Geländestreifen entlang der Allee zwischen Kreuzhof und Fürstenried, Waldgebiet südl. der Albert-Roßhaupter-Str. (Sendlinger Wald) sowie Allee der Albert-Roßhaupter-Str | weitere Bilder | LSG-00120.15 | 395571  | Q59651162 | 1964       |             | Position | 318,91    | München (100 %)  | Waldfriedhof, Schloss Fürstenried, Sendlinger Wald |
| Waldgebiet bei Trudering einschl. der Friedenspromenade | weitere Bilder | LSG-00120.11 | 395567  | Q59643617 | 1964       |             | Position | 397,23    | München (100 %)  | |
| Waldrest an der Autobahn München-Stuttgart beim Campingplatz München-West | weitere Bilder | LSG-00120.04 | 395561  | Q59643819 | 1964       |             | Position | 13,04     | München (100 %)  | |
| Waldrest an der Siemensallee einschl. des Sportparks der Firma Siemens südlich davon und eines Waldstückes südlich dieses Parks | weitere Bilder | LSG-00120.10 | 395566  | Q59643784 | 1964       |             | Position | 16,54     | München (100 %)  | |
| Waldstück an der Stadtgrenze südlich Freiham |                | LSG-00120.03 | 395560  | Q59643688 | 1964       |             | Position | 29,67     | München (100 %)  | |
| Würmniederung mit Erweiterungen bis zur Stadtgrenze | weitere Bilder | LSG-00120.19 | 395574  | Q59643814 | 1964       |             | Position | 137,98    | München (100 %)  | |